# Аят аль-Курсі

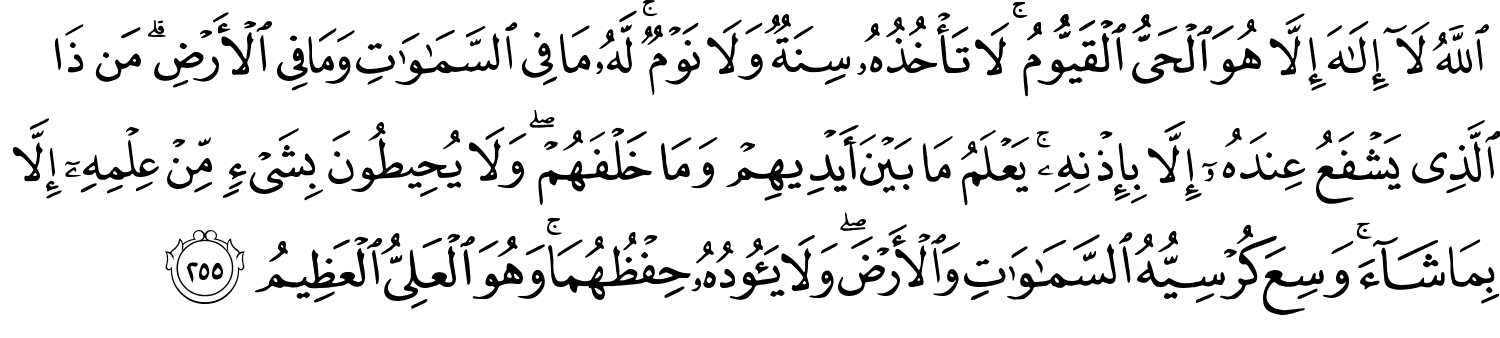
Сура 2, аят 255 в манускрипті Усмана

Аят аль-Курсі (араб. آية الكرسي, ayāh al-Kursī, «аят Престолу») — це 255 аят другої сури Корану Аль-Бакара. Один з найвідоміших аятів Корану, який широко запам'ятовується. Зокрема люди вірять, що він відлякує шайтанів.

## Текст
Оригінал з Корану:
«ٱللَّهُ لَآ إِلَـٰهَ إِلَّا هُوَ ٱلْحَىُّ ٱلْقَيُّومُ ۚ لَا تَأْخُذُهُۥ سِنَةٌۭ وَلَا نَوْمٌۭ ۚ لَّهُۥ مَا فِى ٱلسَّمَـٰوَٰتِ وَمَا فِى ٱلْأَرْضِ ۗ مَن ذَا ٱلَّذِى يَشْفَعُ عِندَهُۥٓ إِلَّا بِإِذْنِهِۦ ۚ يَعْلَمُ مَا بَيْنَ أَيْدِيهِمْ وَمَا خَلْفَهُمْ ۖ وَلَا يُحِيطُونَ بِشَىْءٍۢ مِّنْ عِلْمِهِۦٓ إِلَّا بِمَا شَآءَ ۚ وَسِعَ كُرْسِيُّهُ'ٱلسَّمَـٰوَٰت وَٱلْأَرْضَ ۖ وَلَا يَـُٔودُهُۥ حِفْظُهُمَا ۚ وَهُوَ ٱلْعَلِىُّ ٱلْعَظِيمُ ۝٢٥٥ »
Переклад Якубовича:
«Аллаг! Немає бога, крім Нього — Живого, Сущого! Не торкається Його ні дрімота, ні сон. Йому належать те, що на небесах, і те, що на землі. Хто ж заступиться перед ним без Його дозволу? Він знає те, що попереду них, і те, що позаду них. Вони ж не осягають зі знання Його нічого, крім того, що побажає Він. Престол Його охоплює небеса і землю, а збереження їх не втомлює Його. І Він — Всевишній, Великий!»

## Тлумачення
Відповідно до хадисів аят аль-Курсі вважається одним з найважливіших та найдієвіших у Корані, тому що, коли він читається, вважається, підтверджується велич Аллага. Людина, яка читає цей аят вранці і ввечері, буде під захистом Бога від зла джинів і шайтанів; це також відомо як щоденний adkhar. Вважається, що читання аяту після кожної молитви забезпечує швидкий доступ до раю без затримки.
Зокрема Мухаммад наголошував на ньому, як на такому, що містить свідчення єдинобожжя, а також величі та всемогутності Аллага, який містить всі божественні якості і є Єдиним. Аллаг знаходиться над Своїми небесами над Своїм Троном, і що Він є Піднесеним, Всевишнім. Він понад усе, і немає нічого, що було б вище за Нього. Хоча в такому випадку трон постає фізичною річчю, це треба розуміти метафорично, і тим паче не слід надавати Аллагу людських якостей.

### Ібн Касір
З ним пов'язують величезні чесноти, оскільки справжні хадиси описують його як «найбільший аят у Книзі Аллага». Імам Ахмад записав, що Убай ібн Каб сказав, що Пророк запитав його про найбільший аят у Книзі Аллага, і Убай відповів ухильно: «Аллаг і Його Посланник знають краще». Коли Пророк кілька разів повторив своє запитання, Убай сказав: «Аят Аль-Курсі».

## Галерея

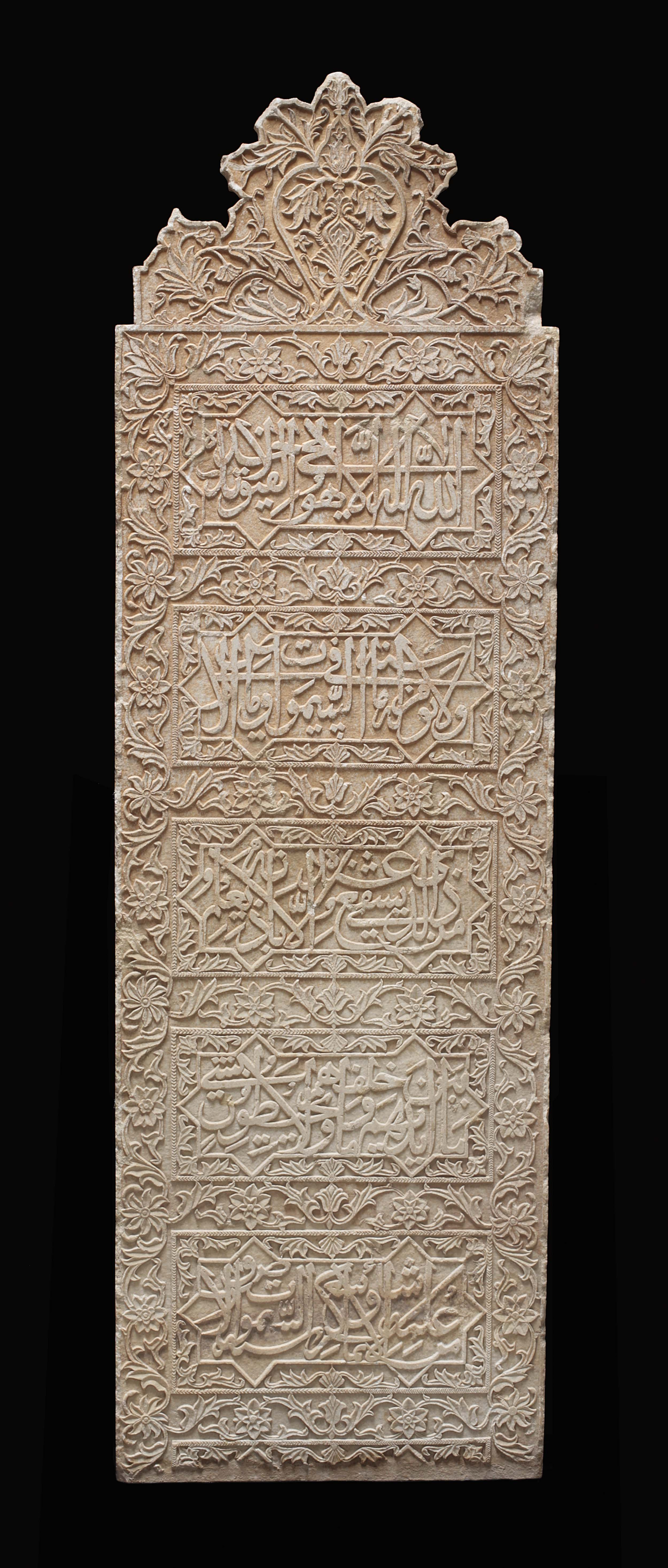
Аят аль-Курсі на камені, Індія, XVII ст.
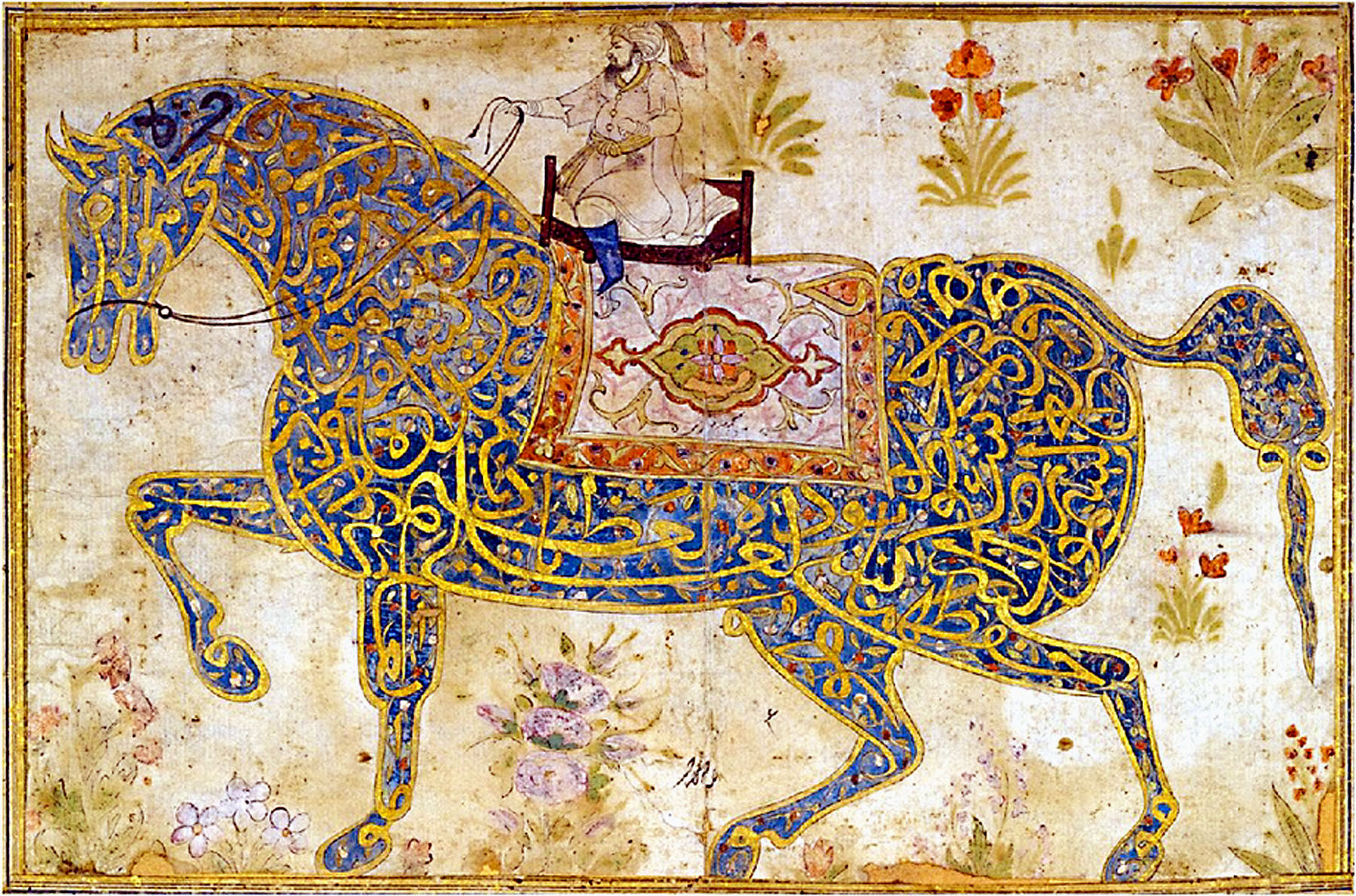
Каліграфічно виконаний в формі коня аят, Індія, XVII ст.
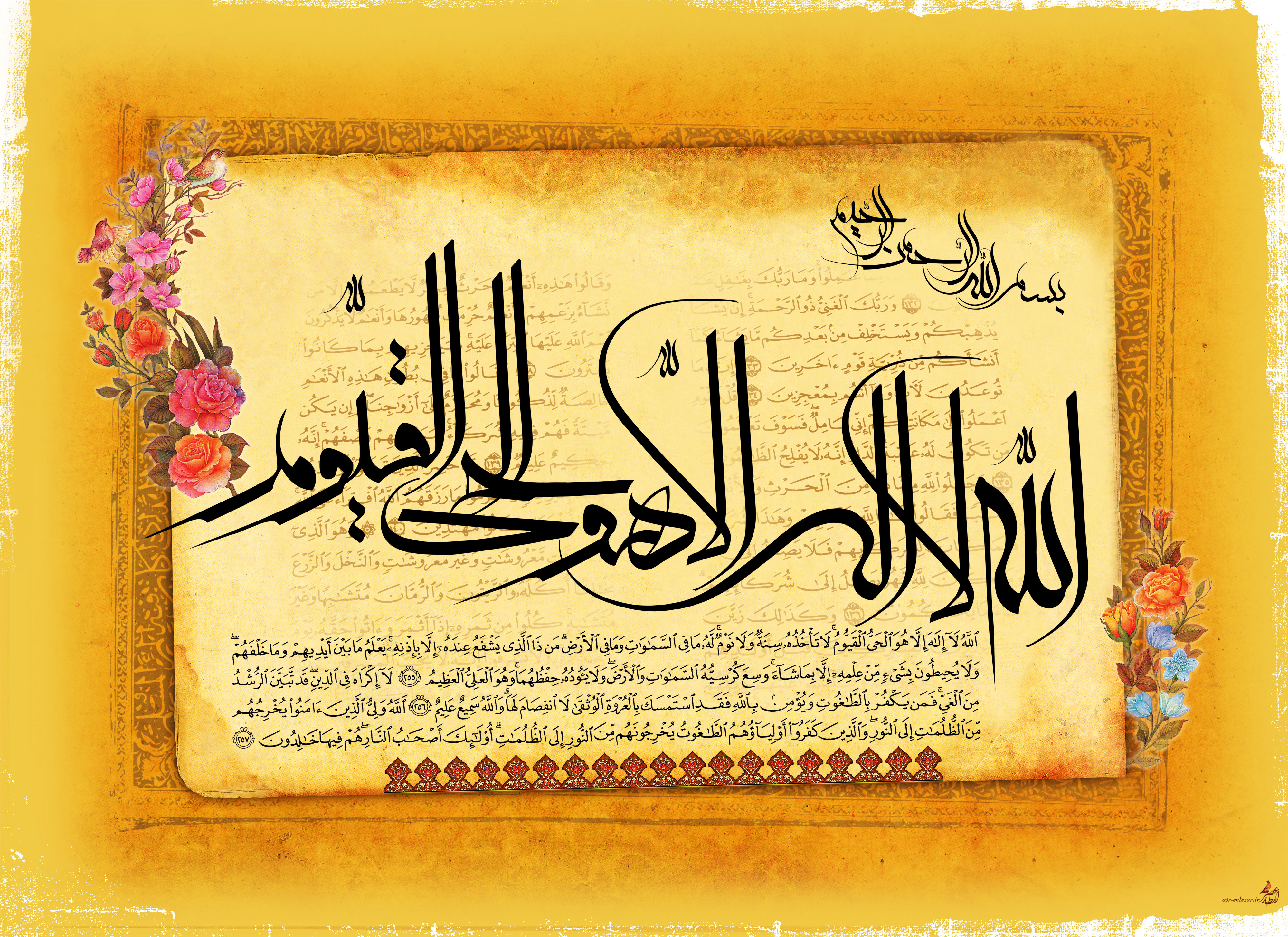
Аят в класичній ісламській каліграфії